# 光ケ丘団地 (柏市)
光ケ丘団地（ひかりがおかだんち）は千葉県柏市の町名。郵便番号は277-0062。

## 地理
柏市東部に位置する。光ケ丘、東中新宿、酒井根と接している。

## 施設
- グリーンタウン光ヶ丘（旧：光ヶ丘団地）
- 光ケ丘近隣センター[4]
  - 光ケ丘遊戯室[5]
  - 光ケ丘出張所[6]
  - 柏市立図書館光ケ丘分館[7]
  - 光ヶ丘地域いきいきセンター[8]